# Sonic Colours
Sonic Colours (Japans: ソニック カラーズ Romaji: Sonikku karāzu) is een platformspel ontwikkeld door Sonic Team en uitgegeven door Sega. Het spel is wereldwijd uitgekomen in november 2010 voor de Nintendo Wii en de Nintendo DS.

## Spel
Het spel is een combinatie van 2D en 3D, die wisselt tijdens het spelen. Het spel vindt plaats in een amusementspark in de ruimte dat gebouwd is door Dr. Eggman en bestaat uit diverse attracties ter grootte van een planeet. Dr. Eggman beweert de rug toegekeerd te hebben naar zijn misdaden in het verleden. In werkelijkheid heeft hij buitenaardse wezens, de zogenaamde Whisps, opgesloten om hen te beroven van hun energie. Hiermee wil Eggman opnieuw de wereldmacht in handen krijgen. Sonic ontdekt het kwaadaardige plan en besluit dit te dwarsbomen.
Er zijn in totaal zes werelden, elk met zes Acts en een eindbaas. Als een set van drie Acts wordt uitgespeeld krijgt de speler een Chaosdiamant. Wanneer de speler alle zeven Chaosdiamanten heeft verzameld kan Sonic transformeren naar Super Sonic.
Op de Wii-versie van Sonic Colours kan gespeeld worden met de Wii-afstandsbediening, Nunchuk, Classic Controller (Pro), of de GameCube Controller.

## Spelervaring
De spelervaring is vergelijkbaar met die van Sonic Unleashed, maar er zijn ook rustige plaatsen waar weinig vaardigheid is vereist. Op de Nintendo DS is alles in 2D-weergave, en lijkt een voortzetting van de Sonic Rush-serie. In het spel kan alleen worden gespeeld als Sonic, die de Wispkrachten kan benutten in het spel om vooruit te komen. De Wisps zitten gevangen in capsules, vernietigd de speler die, dan dragen zij hun energie over aan Sonic. In eerste instantie zijn de Wisps niet beschikbaar, deze worden in de loop van het spel vrijgespeeld.

## Velden
- Tropical Resort: een gebied met hotels en themaparken met uitzicht op de aarde.
- Sweet Mountain: gebied gebouwd van snoep en fastfood.
- Planet Wisp: planeet van de Wisps. Groene vlaktes worden vernietigd door Eggman om zijn pretpark uit te breiden.
- Starlight Carnival: een parade van kleurrijke ruimtevaartuigen
- Aquarium Park: een waterplaneet met oosterse gebouwen.
- Asteroid Coaster: keten van asteroïden vol met zuur. Dr. Eggman zet Wisps en Nega-Wisps in dankzij de hyperina.
- Terminal Velocity: racebaan die zich afspeelt op een ruimtelift naar Dr. Eggman's amusementpark.

## Ontvangst
Sonic Colours ontving positieve recensies. De websites GameRankings en Metacritic gaven de Wii-versie een score van respectievelijk 78% en 78/100. De DS-versie ontving een score van respectievelijk 77% en 79/100. Het Amerikaanse IGN beschreef het spel als "de beste Sonic-game in achttien jaar", en prees de spelervaring, besturing, en het spelontwerp. Kritiek werd gegeven op de enkele moeilijke momenten in het spel, en de samenwerking in multiplayer-modus.

## Trivia
Het spel is onder de naam Sonic Colors uitgekomen in de Verenigde Staten en Japan. In Europa en Australië is het spel bekend onder de titel Sonic Colours.

## Sonic Colors: Ultimate
In mei 2021 werd een remaster van het spel onder de titel Sonic Colors: Ultimate aangekondigd voor PlayStation 4, Xbox One, Nintendo Switch en Windows. Het spel komt naar verwachting uit op 7 september 2021, samen met twee afleveringen van een animatieserie, genaamd Sonic Colors: Rise of the Wisps.
Verbeteringen in het spel zijn onder meer een hoger aantal beelden per seconde (fps), een geestmodus om door muren te vliegen, een Rival Rush-modus om tegen Metal Sonic te racen, een nieuwe soundtrack en nieuwe skins, die zijn gebaseerd op de film uit 2020.